# Riss-Würm
| Correlatieschema | Correlatieschema | Correlatieschema | Correlatieschema |
| Alpien           |                  | Scandinavisch    | M.I.S.           |
| ---------------- | ---------------- | ---------------- | ---------------- |
| Würm             | =                | Weichselien      | 2-5d             |
| Riss-Würm        | =                | Eemien           | 5e               |
| Riss             | =                | Saalien          | 6                |
| Mindel-Riss      |                  | ?                |                  |
| Mindel           | =                | Cromerien-A      | 16?              |
| Günz-Mindel      |                  | ?                |                  |
| Günz             |                  | Tiglien          | 92?              |
| Donau-Günz       |                  | ?                |                  |
| Donau            |                  | ?                |                  |
| Biber-Donau      |                  | ?                |                  |
| Biber            |                  | Pretiglien?      |                  |
| tabel 1          |                  |                  |                  |

De etage Riss-Würm (of: Riss-Würm Interglaciaal) is het interglaciaal tussen het laatste en het voorlaatste glaciaal in de Alpiene indeling van het Pleistoceen. Deze indeling is gebaseerd op de vergletsjeringen van de Alpen tijdens de verschillende opeenvolgende glacialen. In de alpiene indeling worden de warme perioden (interglacialen) genoemd naar de eraan voorafgaande en de erop volgende glacialen. Het Riss-Würm Interglaciaal is dus het interglaciaal tussen het oudere riss- en het jongere Würm glaciaal.
Het Riss-Würm Interglaciaal uit de Alpiene indeling komt in tijd ongeveer overeen (correleert) met het Eemien uit de Noord-Europese indeling van het Pleistoceen die gebaseerd is op de vergletsjeringen van Scandinavië (tabel 1). Internationaal wordt voor deze periode de term  'Eemien'  het meest gebruikt.